# 3953 Perth
3953 Perth è un asteroide della fascia principale. Scoperto nel 1986, presenta un'orbita caratterizzata da un semiasse maggiore pari a 2,2611028 UA e da un'eccentricità di 0,1876674, inclinata di 4,95071° rispetto all'eclittica.